# Tongling
Huaibei (en chino, 铜陵市; pinyin, Tóng·Líng; literalmente, ‘cerro de cobre’) es una ciudad-prefectura en la provincia de Anhui, República Popular de China.

## Datos básicos
Limita al norte con Chaohu, al sur con Chizhou, al oeste con la provincia de Hubei y al este con Xuancheng. Su área es de 1113 km² y su población es de 716 300 habitantes.

## Administración
La ciudad prefectura de Tongling administra 3 distritos y 1 condado.
- Distrito Tongguanshan - 铜官山区
- Distrito Shizishan - 狮子山区
- Distrito Jiao - 郊区
- Condado Tongling - 铜陵县

### Localidades con población en noviembre de 2010
- Jiāo Qū 72,301
- Tóngguān Qū 402,062
- Yì'ān Qū 249,595
- Zōngyáng Xiàn 838,712

## Asteroide
(12418) Tongling es un asteroide del cinturón de asteroides descubierto el 23 de octubre de 1995 y nombrado en honor a esta ciudad.

## Ciudades hermanas
Tongling está hermandada con:
- Halton
- Leiría.
- Skellefteå.
- Marbach am Neckar.
- Antofagasta